# Columbia (South Carolina)
Columbia ist die Hauptstadt des US-Bundesstaates South Carolina und der Amtssitz von Richland County. Sie liegt im geographischen Zentrum des Staates, nahe am Congaree River. Zum Stichtag der Volkszählung 2020 lebten rund 137.000 Menschen in Columbia.
In Columbia befindet sich der Hauptcampus der University of South Carolina. Im östlichen Teil des Stadtgebietes liegt das größte Grundausbildungslager der US Army, das Fort Jackson.

## Geographie
Columbia liegt etwa auf halbem Weg zwischen dem Atlantischen Ozean und den Blue Ridge Mountains an der Fall Line, der Grenzlinie zur Küstenebene, über die Flüsse „fallen“ (daher der Name). Diese Linie bildete deswegen einst auch den westlichsten Punkt der Schifffahrt östlich der Appalachen. Columbia entstand am Endpunkt der Schifffahrt auf dem Congaree River, der durch den Zusammenfluss von Broad River und Saluda River entsteht. Die Wasserkraft trieb auch die ersten Baumwollmühlen in der Stadt an.
Nach den Angaben des United States Census Bureaus hat die Stadt, die 89 m hoch liegt, eine Fläche von 346,5 km², wovon 340,1 km² auf Land und 6,4 km² (= 1,96 %) auf Gewässer entfallen. Von der Landfläche gehören rund zwei Drittel zur Fort Jackson Military Installation, die großteils aus unbewohntem Gebiet besteht.

### Klima
|                       | Jan   | Feb   | Mär   | Apr  | Mai  | Jun   | Jul   | Aug   | Sep  | Okt  | Nov  | Dez  |   |         |
| Mittl. Tagesmax. (°C) | 12,9  | 15,2  | 20,1  | 24,7 | 28,6 | 31,6  | 33,1  | 32,3  | 29,5 | 24,6 | 19,9 | 14,9 | ⌀ | 24      |
| Mittl. Tagesmin. (°C) | 0,1   | 1,2   | 5,7   | 9,7  | 14,6 | 18,9  | 21,1  | 20,7  | 17,3 | 10,1 | 5,3  | 1,6  | ⌀ | 10,6    |
|                       |       |       |       |      |      |       |       |       |      |      |      |      |   |         |
| Niederschlag (mm)     | 112,3 | 104,6 | 122,4 | 83,3 | 93,5 | 121,9 | 139,7 | 154,7 | 93,2 | 77,2 | 73,7 | 91,2 | Σ | 1.267,7 |
|                       |       |       |       |      |      |       |       |       |      |      |      |      |   |         |
| Regentage (d)         | 8,9   | 7,8   | 8,7   | 6,5  | 8,0  | 8,7   | 9,8   | 9,1   | 5,8  | 4,7  | 5,8  | 7,6  | Σ | 91,4    |

| 0,1 |

| 1,2 |

| 5,7 |

| 9,7 |

| 14,6 |

| 18,9 |

| 21,1 |

| 20,7 |

| 17,3 |

| 10,1 |

| 5,3 |

| 1,6 |

| 0,1 |

| 1,2 |

| 5,7 |

| 9,7 |

| 14,6 |

| 18,9 |

| 21,1 |

| 20,7 |

| 17,3 |

| 10,1 |

| 5,3 |

| 1,6 |

## Geschichte
Das Gebiet des heutigen Columbia wurde von Stämmen der Congaree bewohnt. Insbesondere am Westufer des Congaree Rivers hatte sich das Volk der Congaree angesiedelt.
Im Mai 1540 führte eine spanische Expedition unter der Leitung von Hernando de Soto über das Gebiet des heutigen Columbias. Hieraus entstanden die ältesten heute bekannten Aufzeichnung aus der Gegend.
Columbia wurde im frühen 17. Jahrhundert von europäischen Siedlern gegründet. Am 26. März 1786 wurde sie als Planstadt ausgebaut, um die alte Hauptstadt Charleston abzulösen. Ausschlaggebend hierfür war die Lage Charlestons an der Ostküste; stattdessen sollte eine zentral gelegene Stadt als Hauptstadt South Carolinas dienen. Die Stadt wurde nach einigen Debatten schließlich nach Christoph Kolumbus benannt.
Im Jahr 1788 ratifizierte South Carolina als achter Staat die Verfassung der Vereinigten Staaten und benannte Columbia als ihre Hauptstadt. Die Stadt wurde zunächst in einem zwei mal zwei Meilen großen Gebiet direkt am Congaree River errichtet. Sie war damit erst die zweite Planstadt der Vereinigten Staaten.
Auffällig bei der Planung waren die sehr breit gestalteten Straßen. Hintergrund war wohl der Glaube, dass bestimmte Moskitos nicht mehr als 60 Fuß (rund 20 Meter) ohne zwischenzeitliche Nahrungsaufnahme zurücklegen konnten. Durch die breiten Straßen sollte so die Übertragung bestimmter gefährlicher Krankheiten unterbunden werden.
Im Jahr 1801 wurde als Gegenmaßnahme zur Abwanderung von Akademikerkindern nach England das South Carolina College, heute die University of South Carolina, gegründet (siehe Abschnitt Bildung). Das Hauptgebäude der Universität ist bis heute erhalten geblieben.
Im Jahr 1805 wurde mit John Taylor der erste Bürgermeister der Stadt benannt, bis Taylor später auch Gouverneur South Carolinas wurde. Im Jahr 1806 wurde Columbia zum village. Bis zum Jahr 1816 waren in Columbia rund 250 Häuser mit insgesamt etwa 1000 Einwohnern entstanden. 1854 erhielt Columbia schließlich die Stadtrechte.
Während des Bürgerkriegs wurde die Stadt am 17. Februar 1865 von Unionstruppen des General William Tecumseh Sherman eingenommen und zerstört. Unter anderem wurde das alte Kongresshaus total vernichtet. Die Zerstörung, begleitet von einem großen Feuer in der Stadt, war Teil von Shermans Feldzug, der auch die Eroberung von Atlanta und Savannah umfasste.
Nach Ende des Bürgerkriegs begann die Phase des Wiederaufbaus. Zu Beginn des 20. Jahrhunderts wurde Columbia zu einem Zentrum der Textilproduktion. Erst im Jahr 1908 wurden in Columbia die ersten Straßen befestigt, teilweise auf Basis von Holzbrettern. Diese Konstruktion erwies sich nicht als vorteilhaft, sodass die Holzkonstruktionen in den 1920er Jahren durch Asphalt ersetzt wurden.
1917 wurde anlässlich des Ersten Weltkriegs der Militärkomplex Fort Jackson errichtet. Mit dem Ende des Kriegs 1922 wurde auch der Betrieb des Forts eingestellt; die Reaktivierung erfolgte mit dem Beginn des Zweiten Weltkriegs, und auch nach dessen Ende wurde der Betrieb ein weiteres Mal eingestellt. Mit dem Ausbruch des Koreakriegs Anfang der 1950er Jahre wurde der Betrieb ein drittes Mal aufgenommen und bis heute zur Ausbildung von Soldaten der US Army fortgeführt.
Im Jahr 1934 erwarb die Stadt das 1870 errichtete alte Court House und machte es zur Columbia City Hall.

## Kultur und Sehenswürdigkeiten
- Riverbanks Zoo
- Finley Park

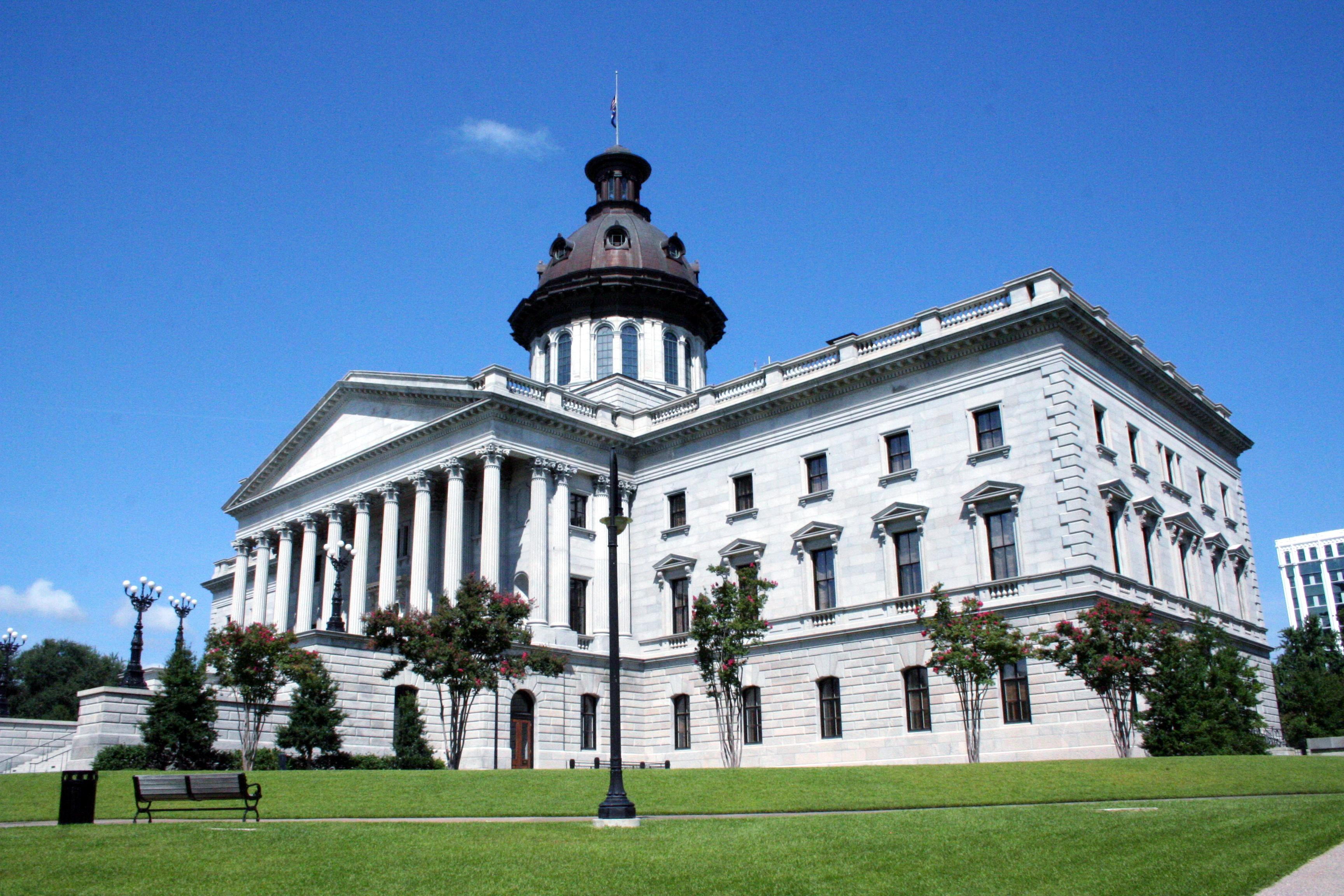
South Carolina State House

- South Carolina State Museum (größtes Museum im Südosten der Vereinigten Staaten)
- Lake Murray
- University of South Carolina
- Congaree Vista
- Five Points
- Columbia Museum of Art[7]
- Columbiana Mall[8]

### National Register of Historic Places

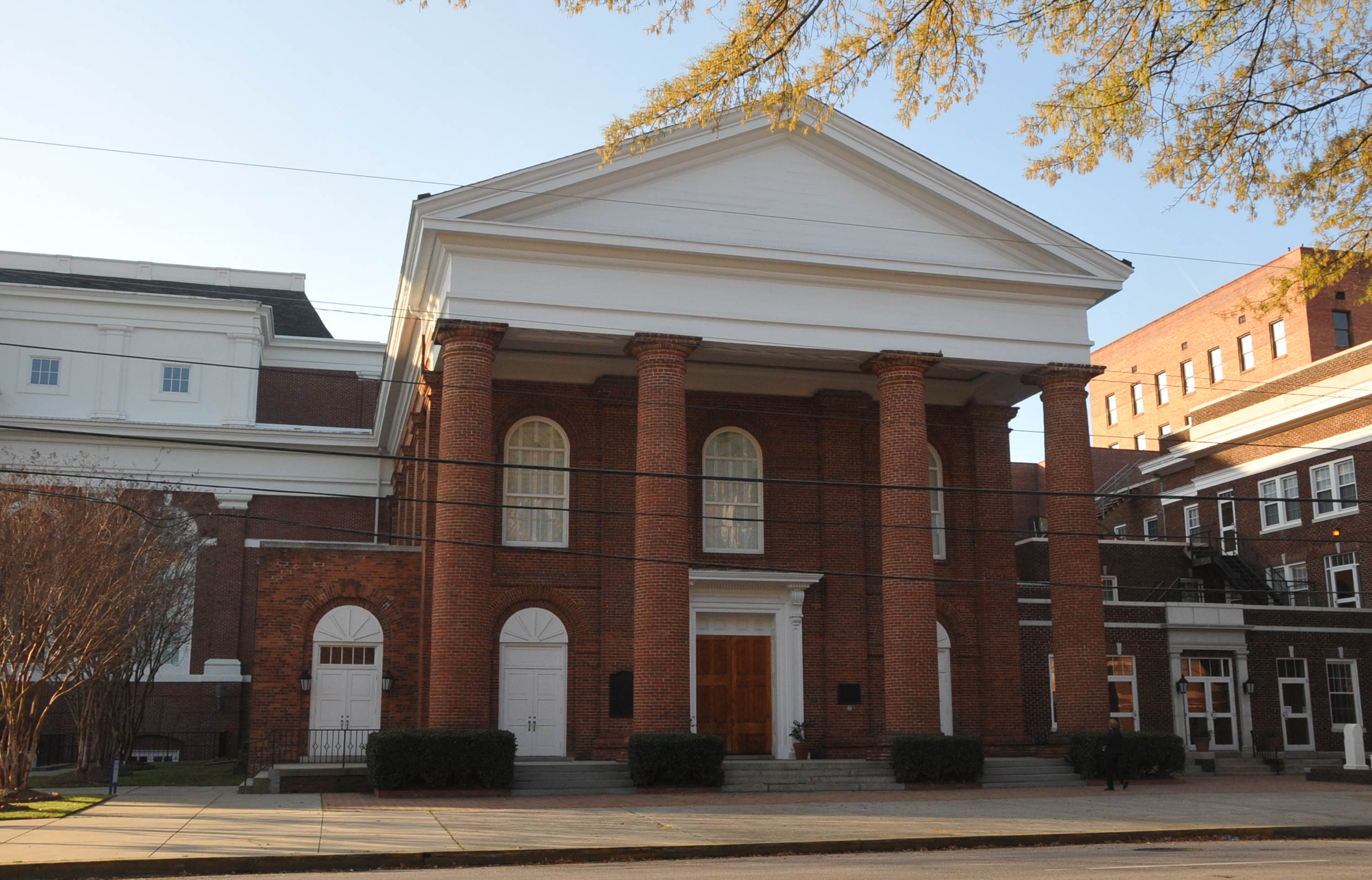
First Baptist Church (2012)

Der National Park Service weist für Columbia insgesamt fünf National Historic Landmarks aus (Stand Dezember 2016):
- South Carolina State House
- Robert Mills House
- First Baptist Church (Columbia)
- Chapelle Administration Building
- Mills Building, South Carolina State Hospital

Insgesamt sind 127 Bauwerke und Stätten in Columbia in das National Register of Historic Places (NRHP) eingetragen (Stand 12. November 2018), darunter befinden sich:
- Basilika St. Peter
- Gervais Street Bridge
- House of Peace Synagogue
- Modjeska Monteith Simkins House
- An der Wilwood Avenue auf Nummer 801 befindet sich das historische Ensor-Keenan House. Das Gebäude wurde 1979 ins NRHP aufgenommen.[11]

### Bildung
Im Zentrum Columbias liegt die University of South Carolina, die im Jahr 1801 als South Carolina College gegründet wurde. 1906 erhielt sie ihren heutigen Namen. An der University of South Carolina waren zum Wintersemester 2021 über 35.000 Studenten eingeschrieben.
Neben der University of South Carolina existieren in Columbia noch weitere Universitäten und Colleges: Die 1870 gegründete Allen University, das ebenfalls 1870 gegründete Benedict College, das 1854 gegründete Columbia College, die Columbia International University, ECPI University, das Lutheran Theological Southern Seminary, das Midlands Technical College im Rahmen des Systems der Technical Colleges von South Carolina, das Virginia College und einige weitere.
Der größte Teil Columbias gehört zum School District One des Richland Countys. Lediglich einige Teile des Fort Jackson gehören zum District Two.

### Sport

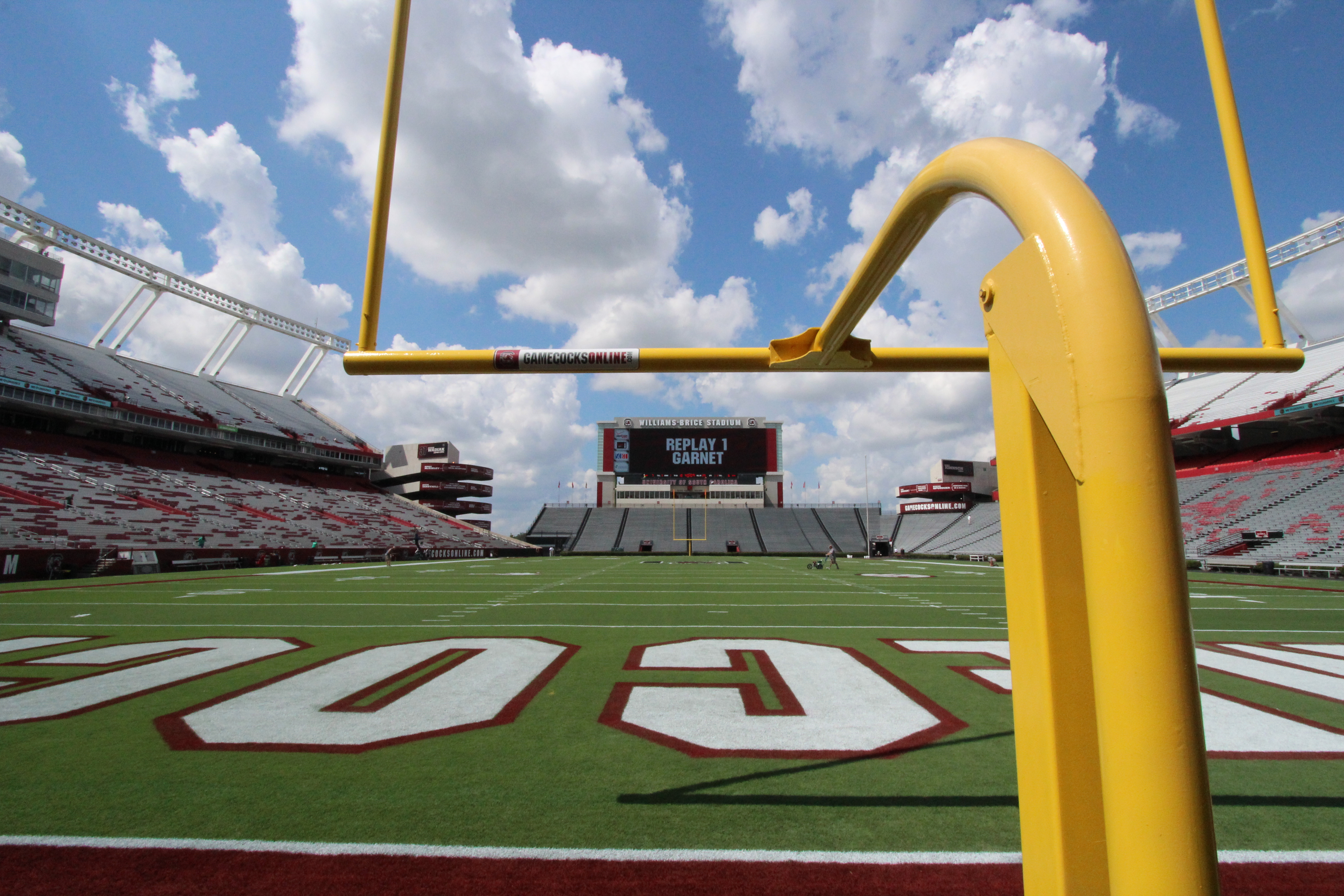
Blick ins Williams-Brice Stadium

Das größte Interesse erwecken die Teams der Universität, auch Gamecocks genannt.
Die American-Football-Mannschaft der Gamecocks trägt ihre Spiele im Williams-Brice Stadium aus, welches über 80.000 Zuschauer fasst. Auch die Basketball-Teams der Gamecocks wecken großes Zuschauerinteresse; die Spiele werden in der 18.000 Zuschauer fassenden Colonial Life Arena ausgetragen. Hier ist insbesondere das Damen-Team zu nennen, welches aufgrund großer Erfolge unter Trainer Dawn Staley (Gewinn der NCAA Championships 2017 und 2022) auf großes Interesse stößt.
Mit den Columbia Fireflies spielt eine Baseball-Mannschaft ihre Heimspiele in Columbia (Segra Park); das bekannteste Fußballteam ist der SC United Bantams. Die Capital City Bombers (Baseball) und die Columbia Inferno (Eishockey) aus der ECHL spielen auch in Columbia.

## Persönlichkeiten

### Söhne und Töchter der Stadt
- Warren R. Davis (1793–1835), Politiker
- Josiah C. Nott (1804–1873), Arzt und Rassentheoretiker
- James Henry Hammond (1807–1864), Politiker
- Maxcy Gregg (1814–1862), General[13]
- Stephen Russell Mallory junior (1848–1907), Politiker
- Hamilton G. Ewart (1849–1918), Jurist und Politiker
- James Mark Baldwin (1861–1934), Philosoph und Psychologe
- Modjeska Monteith Simkins (1899–1992), Bürgerrechtlerin
- Barton MacLane (1902–1969), Schauspieler
- Frank Woodruff (1906–1983), Filmregisseur und -produzent
- Joseph Burckhalter (1912–2004), Chemiker
- Snookum Russell (1913–1981), Pianist und Bandleader
- Edna Gallmon Cooke (1917–1967), Gospelsängerin
- Charity Adams Earley (1918–2002), Offizierin
- Al Russell (1921–2011), Sänger, Pianist und Songwriter
- Ann Savage (1921–2008), Filmschauspielerin
- Brevard Childs (1923–2007), Alttestamentler
- Stanley Donen (1924–2019), Regisseur und Choreograf
- Lucky Thompson (1924–2005), Saxophonist und Komponist
- Susan Reed (1926–2010), Folksängerin
- Joseph Bernardin (1928–1996), römisch-katholischer Erzbischof von Chicago
- Floyd Spence (1928–2001), Politiker
- George Fletcher Bass (1932–2021), Unterwasserarchäologe
- C. Norman Shealy (1932–2024), Neurochirurg
- Webster Young (1932–2003), Jazz-Trompeter und Kornettist
- Gerald Fit Mason (1934–2017), Straftäter und Polizistenmörder
- Elizabeth MacRae (1936–2024), Schauspielerin
- Bill Anderson (* 1937), Country-Sänger und Songwriter
- Liz J. Patterson (1939–2018), Politikerin
- Charles Bolden (* 1946), NASA-Astronaut und Generalmajor der Marineinfanterie
- Henry McMaster (* 1947), Politiker
- Robin Swicord (* 1952), Regisseurin und Drehbuchautorin
- Alex English (* 1954), Basketballspieler
- Randall Kennedy (* 1954), Jurist, Professor an der Harvard Law School
- Ike Anderson (* 1957), Ringer[14]
- Angie Stone (1961–2025), Hip-Hop-, R’n’B- und Soul-Sängerin
- Tyrone Corbin (* 1962), Basketballtrainer und -spieler
- Leon Wood (* 1962), Basketballspieler[15]
- Xavier McDaniel (* 1963), Basketballspieler
- Cedric Adderley (* 1965), Komponist und Musikpädagoge
- Helen Hill (1970–2007), Filmregisseurin
- Josh Stolberg (* 1971), Regisseur und Drehbuchautor
- Mike Kohn (* 1972), Bobfahrer
- Missy Crider (* 1974), Schauspielerin
- Allison Munn (* 1974), Schauspielerin
- Mike Colter (* 1976), Schauspieler
- Monique Hennagan (* 1976), Sprinterin
- Young Jeezy (* 1977), Rapper
- Courtney Shealy (* 1977), Schwimmerin
- Jermaine O’Neal (* 1978), Basketballspieler (Toronto Raptors)
- LaMont McIntosh (* 1982), Basketballspieler
- Aziz Ansari (* 1983), Comedian und Schauspieler
- Dustin Johnson (* 1984), Golfspieler
- Lee Thompson Young (1984–2013), Schauspieler
- Torrell Martin (* 1985), Basketballspieler
- Toro y Moi (* 1986), „Chillwave“-Musiker
- Andre Roberts (* 1988), American-Football-Spieler
- Torrey Craig (* 1990), Basketballspieler
- Kelsey Chow (* 1991), Schauspielerin
- Noelle Stevenson (* 1991), Comiczeichnerin
- Robert Galloway (* 1992), Tennisspieler
- Alexis Jordan (* 1992), Sängerin und Schauspielerin
- Carlos Knight (* 1993), Schauspieler
- Nadia Alexander (* 1994), Schauspielerin
- Jaylen Bacon (* 1996), Sprinter
- A’ja Wilson (* 1996), Basketballspielerin
- James Murray-Boyles (* 1997), Basketballspieler
- Taylar Hender (* 1998), Schauspielerin[16]
- Coco Jones (* 1998), Schauspielerin
- Jacory Patterson (* 2000), Sprinter
- Sadie Stanley (* 2001), Schauspielerin

### Persönlichkeiten mit Bezug zur Stadt
- James Dellet (1788–1848), Rechtsanwalt und Politiker (Whig Party)
- Wade Hampton II. (1791–1858), Plantagenbesitzer in South Carolina und Offizier im Britisch-Amerikanischen Krieg 1812–1815
- Wade Hampton III. (1818–1902), General der Konföderierten im Amerikanischen Bürgerkrieg
- Maurice G. Burnside (1902–1991), Politiker
- James Dickey (1923–1997), Schriftsteller und Lyriker
- Lillian Ellison (1923–2007), Wrestlerin „The Fabulous Moolah“
- Bettye Ackerman (1924–2006), Schauspielerin
- Kary Mullis (1944–2019), Biochemiker
- Kristin Davis (* 1965), Schauspielerin und Filmproduzentin
- Chris Potter (* 1971), Jazz-Saxophonist und Komponist
- Sam Beam (* 1974), Musiker
- Anna Camp (* 1982), Schauspielerin

### Musikbands
- Hootie and the Blowfish (gegründet 1986), Alternative-Band
- Crossfade (gegründet 1999), Post-Grunge- und Hard-Rock-Band

## Partnerstädte
- Columbia hat vier internationale Partnerstädte:
- Kaiserslautern in Deutschland, seit 2000
- Cluj-Napoca in Rumänien
- Plowdiw in Bulgarien
- Tscheljabinsk in Russland